# 太陽 (三枝夕夏 IN dbの曲)
『太陽』（たいよう）は、三枝夕夏 IN dbの17枚目のシングル。2006年9月20日リリース。

## 内容
- 初回・通常盤の違いがあり、ジャケットや中に入っているステッカーのデザインが異なっている。収録曲には違いはない。
- アルバム『U-ka saegusa IN db III』と同時に発売されたシングルである（同アルバムには未収録）。また、アルバムとの連動特典として、アルバムに付属の応募ハガキに、シングルに付属の応募券を貼って応募すると「U-ka saegusa IN db 2007 CHOCO II とカレンダー」が応募者全員にプレゼントされた。
- 作詞・作曲はどちらも三枝夕夏によるもの。シングル曲としては12枚目のシングル「ジューンブライド 〜あなたしか見えない〜」以来のバラードとなっている。
- シングルでは、13枚目のシングル「君の愛に包まれて痛い」以来4作ぶりにオリコンTOP20以内にランクインした。

## 収録曲
1. 太陽
  - 作詞・作曲：三枝夕夏 / 編曲：小林哲
2. 月
  - 作詞・作曲：三枝夕夏 / 編曲：葉山たけし
3. 太陽 〜Instrumental〜

## タイアップ
太陽
- テレビ東京系アニメ『格闘美神 武龍 REBIRTH』エンディングテーマ

## 収録アルバム
太陽
- 三枝夕夏 IN d-best 〜Smile&Tears〜
- U-ka saegusa IN db Final Best